# Belisario

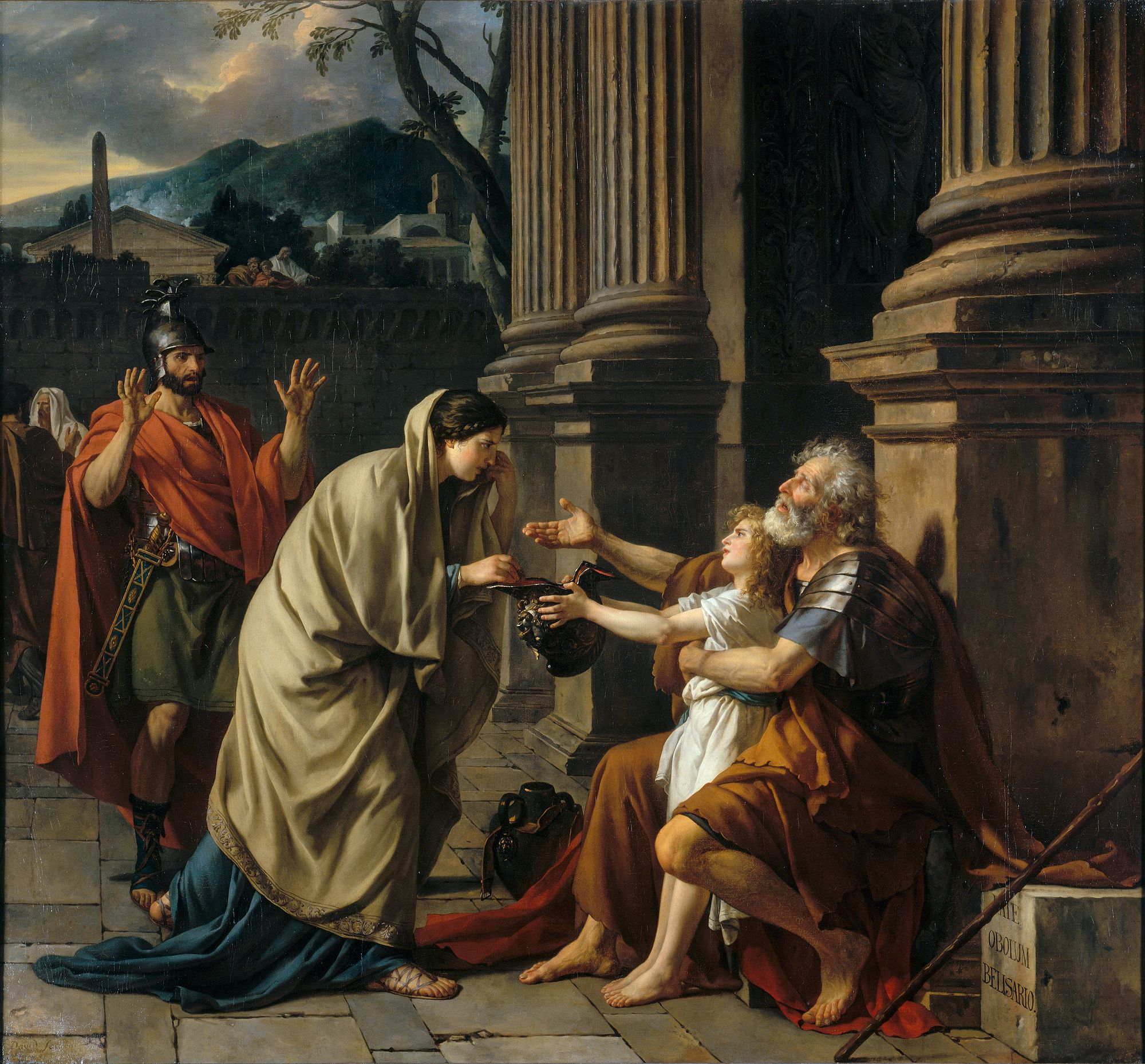
Jacques-Louis David, Belisarius vraagt om een aalmoes

Belisario is een opera in drie bedrijven van Gaetano Donizetti. Het libretto is van Salvadore Cammarano. Hij werd in Venetië voor het eerst opgevoerd op 4 februari 1836. De opera kende succes zowel bij critici als bij het publiek, maar Donizetti beschouwde hem toch als minder goed dan de voorganger Lucia di Lammermoor. De opera werd in de negentiende eeuw in Europa en Amerika regelmatig uitgevoerd, maar nog zelden in de twintigste. In het begin van de 21e eeuw kende het werk een aantal nieuwe producties, waaronder die in Londen in 2012 (als concertuitvoering) door het BBC Symphony Orchestra onder leiding van Sir Mark Elder.

## Verhaal
Het onderwerp van de opera komt uit het Byzantijnse keizerrijk, en is losjes gebaseerd op het leven van de generaal Belisarius. Antonina, de vrouw van Belisario, haat hem omdat zij denkt dat hij verantwoordelijk is voor de vermeende dood van hun zoon. Ze beschuldigt Belisario valselijk van verraad en Belisario wordt verbannen. Enkel zijn dochter Irene vergezelt de blinde generaal op zijn rondzwervingen. Uiteindelijk zal hij verenigd worden met zijn dood gewaande zoon, die niemand minder blijkt te zijn dan de gevangene Alamiro die hij in het eerste bedrijf heeft vrijgelaten.

## Rolverdeling
| Rol                                                                                   | Zangstem     |
| ------------------------------------------------------------------------------------- | ------------ |
| Giustiniano, imperatore d'Oriente keizer Justinianus I                                | bas          |
| Belisario, comandante supremo di Giustiniano Belisarius                               | bariton      |
| Antonina, moglie di Belisario Antonina, echtgenote van Belisario                      | sopraan      |
| Irene, figlia di Belisario e Antonina Irene, dochter van Belisario en Antonina        | mezzosopraan |
| Alamiro, prigioniero di Belisario Alamiro, gevangene van Belisario                    | tenor        |
| Eudora                                                                                | sopraan      |
| Eutropio, capo delle guardie imperiali Eutropius, commandant van de keizerlijke wacht | tenor        |
| Eusebio, custode delle prigioni Eusebius, bewaker van de gevangenen                   | bas          |
| Ottario                                                                               | bas          |

Il Pigmalione (1816) · Enrico di Borgogna (1818) · Pietro il grande (1819) · Zoraida di Granata (1822) · La zingara (1822) · Alfredo il grande (1823) · L'ajo nell'imbarazzo (1824) · Emilia di Liverpool (1824) · Alahor in Granata (1826) · Elvida (1826) · Gabriella di Vergy (1826) · Olivo e Pasquale (1827) · Otto mesi in due ore (1827) · L'esule di Roma (1828) · Alina, regina di Golconda (1828) · Gianni di Calais (1828) · Il castello di Kenilworth (1829) · Il diluvio universale (1830) · Imelda de' Lambertazzi (1830) · Anna Bolena (1830) · Le convenienze ed · inconvenienze teatrali (1831) · Gianni di Parigi (1831) · Francesca di Foix (1831) · Fausta (1832) · Ugo, conte di Parigi (1832) · L'elisir d'amore (1832) · Sancia di Castiglia (1832) · Parisina (1833) · Torquato Tasso (1833) · Lucrezia Borgia (1833) · Rosmonda d'Inghilterra (1834) · Gemma di Vergy (1834) · Marino Faliero (1835) · Maria Stuarda (1835) · Lucia di Lammermoor (1835) · Belisario (1836) · Il campanello (1836) · Betly, o La capanna svizzera (1836) · L'assedio di Calais (1836) · Roberto Devereux (1837) · Maria de Rudenz (1838) · Poliuto (1838) · Pia de' Tolomei (1838) · Le duc d'Albe (1839) · La fille du régiment (1840) · La favorita (1840) · Adelia (1841) · Rita (1841) · Maria Padilla (1841) · Linda di Chamounix (1842) · Caterina Cornaro (1844) · Don Pasquale (1843) · Maria di Rohan (1843) · Dom Sébastien (1843)